# Филип Бесон
Филип Бесон (на френски: Philippe Besson) е френски литературен критик и журналист, драматург, сценарист и писател на произведения в жанра социална драма, любовен роман, биография и автобиография.

## Биография и творчество
Филип Бесон е роден на 29 януари 1967 г. в Барбезийо, департамент Шарант, Франция. Баща му е учител, а майка му секретарка на нотариус. Има по-голям брат. През 1984 г. учи в Подготвителното училище по икономика „Мишел дьо Монтен“ в Бордо, а в периода 1985 – 1987 г. следва във Висшия търговски институт в Руан. В периода 1988 – 1989 г. специализира социално право в Бордо. През 1989 г. се разболява тежко от хеморагична треска и е лекуван дълго в болница. През 1989 г. се установява в Париж и започва работа като юрист и преподавател по социално право.
Първият му роман „В отсъствието на мъжете“ е издаден през 2001 г. Той е история за 16-годишен тийнейджър, който преживява интензивна любовна връзка с войник в отпуск по време на Първата световна война и се сприятелява с Марсел Пруст. Романът получава наградата „Еманюел Роблес“, присъждана от Академия „Гонкур“ и наградата на библиотеките на департамент Сарт.
Същата година е издаден вторият му роман „Неговият брат“. Той е номиниран за наградата „Фемина“, а през 2003 г. е екранизиран в едноименния филм от Патрис Шеро, удостоен със „Сребърна мечка“ на Международния кинофестивал в Берлин.
През 2002 г. е издаден романът му „Една американска любов“. В романа авторът вдъхва живот на картината „Нощни птици“ на известния американски художник Едуард Хопър и на персонажите изобразени на нея. В историята, на Кейп Код, в кафене „При Филис“, се срещат барманът Бен, красива Луиз, която е драматург, актьорът Норман, който тази вечер трябва да напусне жена си заради нея, корпоративния адвокат Стивън, който пък я е изоставил, за да се ожени за приятелката ѝ, среща, в която се сблъскват плам, твърдоглавие, женска интуиция, интимни чувства и човешки съдби. Романът получава голямата награда RTL-Lire.
През 2003 г. е издаден романът му „Една италианска любов“. Той е история за любовен триъгълник, в който герои са Лука, Анна и Лео. Лука се е удавил в река Арно при неизвестни обстоятелства, а смъртта му поставя въпросителни пред Анна – самоубийство или злополука, познавала ли е мъжа, когото е обичала, кой е Лео и каква е ролята му в живота на Лука, въпроси, които не намират отговор. Романът е номиниран за наградите „Гонкур“ и „Медиси“.
През 2017 г. е издадена първата част „Спрете с вашите лъжи“ от автобиографичната му трилогия. В нея разказва за първата си любовна история като тийнейджър. Книгата има голям критичен и публичен успех, като получава наградата на журналистите и на наградата на психолозите за вдъхновяваща литература.
В политически план Филип Бесон подкрепя президентската кампания на Еманюел Макрон, както и либералната политика за еднополови бракове и осиновяването на деца от хомосексуални двойки.
Филип Бесон живее в Париж.

## Произведения

### Самостоятелни романи
- En l'absence des hommes (2001) – награда „Еманюел Роблес“[1][2][3]
В отсъствието на мъжете, изд.: „Унискорп“, София (2011), прев. Весела Шумакова
- Son frère (2001)
- L'Arrière-saison (2002) – награда RTL-Lire[1]
Една американска любов, изд.: „Унискорп“, София (2008), прев. Весела Шумакова
- Un garçon d'Italie (2003)
Една италианска любов, изд.: „Унискорп“, София (2006), прев. Весела Шумакова
- Les Jours fragiles (2004) – за Артюр Рембо
- Un instant d'abandon (2005)
- L'Enfant d'octobre (2006)
- Se résoudre aux adieux (2007)
- Un homme accidentel (2008)
- La Trahison de Thomas Spencer (2009)
Предателството на Томас Спенсър, изд.: „Унискорп“, София (2011), прев. Весела Шумакова
- Retour parmi les hommes (2011)
- Une bonne raison de se tuer (2012)
- De là, on voit la mer (2013)
- La Maison atlantique (2014)
- Un tango en bord de mer (2014)
- Vivre vite (2015) – романизирана биография на Джеймс Дийн
- Les Passants de Lisbonne (2016)
- Le Dernier Enfant (2021) – награда на град Ван
- Paris-Briançon (2022)
- Ceci n'est pas un fait divers (2023)

### Разкази
- Un personnage de roman (2017) – за Еманюел Макрон по пътя му за президент на Републиката[1]

### Поредица „Автобиография“
1. Arrête avec tes mensonges (2017)[1][2][3]
2. Un certain Paul Darrigrand (2019)
3. Dîner à Montréal (2019)

### Екранизации
- 2003 Неговият брат, Son frère
- 2009 Mourir d'aimer
- 2010 La mauvaise rencontre – тв филм, с Жана Моро
- 2011 Rasputin – сценарий
- 2012 Nos retrouvailles – тв филм
- 2012 La solitude du pouvoir – с Фани Ардан
- 2013 Le clan des Lanzac – с Фани Ардан
- 2014 Infrarouge – тв сериал, 1 епизод
- 2014 Capitaine Marleau – тв сериал, 1 епизод
- 2022 Arrête avec tes mensonges